# ليز ماير (مستشارة سياسية)
ليز ماير (بالإنجليزية: Liz Mair)‏ هي مستشارة سياسية بريطانية وأمريكية، ولدت في 9 يونيو 1978 في سياتل في الولايات المتحدة.

## وصلات خارجية
- الموقع الرسمي
- ليز ماير على موقع IMDb (الإنجليزية)